# Monique Akoa Makani
Monique Akoa Makani est une joueuse de basket-ball Française originaire du Cameroun, née le 4 février 2001. Elle évolue au poste d'arrière.

## Biographie
Elle est participe activement (12,2 points) à obtenir la remontée en LFB du club de Charnay, qui la prolonge.
Charnay joue les premiers rôles de la première moitié de la saison 2024-2025 avec 15,1 points à 49 (dont 44% à 3-points), 3,3 rebonds, 5,9 passes décisives et 2,6 interceptions pour 18,3 d’évaluation.

## Palmarès
- Championne de France LFB 2019
- Championne de France LF2 2023
- Championne de France Espoirs LFB 2018 et 2019